# León Roldós Aguilera
León Roldós Aguilera (Guayaquil; 21 de julio de 1942) es un abogado y político ecuatoriano que ejerció como Vicepresidente del Ecuador entre el 2 de junio de 1981 y el 10 de agosto de 1984.

## Biografía
Nació en Guayaquil el 21 de julio de 1942. Es el cuarto hermano de una familia fuertemente comprometida con los asuntos públicos. Los Roldós Aguilera son una de las ramas ecuatorianas de la familia Roldós de origen 
catalán enraizada en Vilassar de Mar (Cataluña) desde hace siglos. Su abuelo era el vilassanés Jaume Roldós Baleta (1861-1927) arribado al puerto de Guayaquil el año 1875 y establecido definitivamente en el Ecuador.
Estudió derecho en la Universidad de Guayaquil. Fue Secretario del Municipio de Guayaquil, bajo el alcalde Asaad Bucaram, del partido populista Concentración de Fuerzas Populares. 
Practicó derecho, fue profesor universitario, y fue abogado y asesor de instituciones financieras. Posteriormente, fue elegido Decano de la Facultad de Derecho de la Universidad Laica Vicente Rocafuerte.

## Vicepresidente del Ecuador (1981-1984)
En 1979, su hermano, Jaime Roldós Aguilera fue elegido Presidente del Ecuador, como líder del partido populista Concentración de Fuerzas Populares. León Roldós fue nombrado Presidente de la Junta Monetaria en 1979.
Cuando el presidente Jaime Roldós murió junto con su esposa Martha Bucaram en un accidente aviatorio el domingo 24 de mayo de 1981. El Congreso Nacional eligió a León Roldós como vicepresidente, para completar el período constitucional (1981-1984), Osvaldo Hurtado Larrea el vicepresidente constitucional asumió la presidencia. León Roldós no tuvo una buena relación con el presidente Hurtado, habiéndose opuesto a varias de sus medidas de política económica, entre ellos la "sucretización" (mediante la cual el Estado ecuatoriano asumió las cuantiosas perdidas por riesgo cambiario derivadas de la deuda externa contraída por empresarios privados). 
El 31 de octubre de 1994, León Roldós fue elegido Rector de la Universidad de Guayaquil, donde se desempeñó por dos períodos, lo que fue ampliamente visto como una revitalización de este centro de educación superior.
León Roldos se postuló como candidato a la Presidencia del Ecuador en 1992 por el Partido Socialista Ecuatoriano, y la segunda vez en 2002 como candidato independiente cuando alcanzó el tercer lugar y perdió por pequeño margen el derecho a pasar a la segunda vuelta. También se ha desempeñado como diputado al Congreso Nacional por la Provincia de Guayas en varias oportunidades.
En agosto de 2006 inscribió su candidatura a la Presidencia para las elecciones del 15 de octubre, como candidato de la alianza entre el movimiento "Red Etica y Democracia" y el partido social-demócrata Izquierda Democrática.
En las encuestas de opinión efectuadas en agosto de 2006, aparecía como el candidato con el mayor apoyo, con alrededor del 22 % de la intención de voto, seguido de cerca por Rafael Correa que tenía el 19% de las preferencias electorales. Sin embargo, en las elecciones presidenciales del octubre de 2006 Roldós solo obtuvo el 14.91% frente al 22.89% de Correa y el 26.64% de Noboa.